# قطعنامه ۴۰۸ شورای امنیت
قطعنامه ۴۰۸ شورای امنیت سازمان ملل متحد که در تاریخ ۲۶ مه ۱۹۷۷ تصویب شد، سندی بین‌المللی دربارهٔ اسرائیل-جمهوری عربی سوریه است. این قطعنامه طی نشست ۲٬۰۱۰ام با ۱۲ موافق، ۰ مخالف و ۰ ممتنع تصویب شد.